# Lò mổ
Lò mổ, còn gọi là lò sát sinh hay lò thịt là nơi gia súc, thường là mục súc bị mổ, xẻ thịt để làm thực phẩm. Lò mổ thường là những địa điểm tập trung và có quy mô nhất định. Ngày nay, các lò mổ thông thường được quản lý và phải theo những quy cách mới được phép giết mổ (trừ những lò mổ chui, trái phép).

## Số liệu

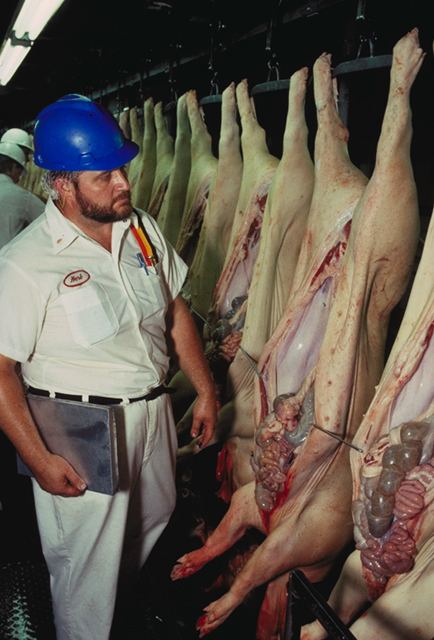
Nhân viên y tế Hoa Kỳ kiểm tra thịt lợn trong lò sát sinh

Khoảng 45-50% trọng lượng xác thịt của gia súc nhập vào lò có thể róc ra dùng làm thịt. Khoảng 15% là phần không dùng được, phải bỏ đi. Còn lại là 40-45% gồm những bộ phận gia súc có thể chế biến dùng làm chế phẩm như xà bông, nến, keo dán. Riêng ở Hoa Kỳ hằng năm có khoảng chín tỷ con vật bị mổ thịt (gồm 150,4 triệu con bò, cừu, heo, dê và 8,9 tỷ con gà, gà tây và vịt trong 5.700 lò sát sinh và xưởng chế biến); Chỉ trong năm 2007 dân Hoa Kỳ tiêu thụ 28,1 tỷ cân Anh thịt bò. So với Canada thì 650 triệu gia súc bị làm thịt mỗi năm. Khối Liên Âu ghi nhận 300 triệu bò, cừu, và heo cùng bốn tỷ con gà.

## Lịch sử
Lò mổ là khởi điểm khi thịt gia súc chuyển từ môi trường chăn nuôi mà nhập vào thị trường tiêu thụ. Xã hội nông thôn thường không có nhu cầu có lò mổ. Chỉ khi xã hội con người tập trung đông đúc và người dân không thể tự túc về mặt thực phẩm thịt thì lò mổ mới xuất hiện để cung ứng lượng thịt quy mô.

## Công thức mổ thịt

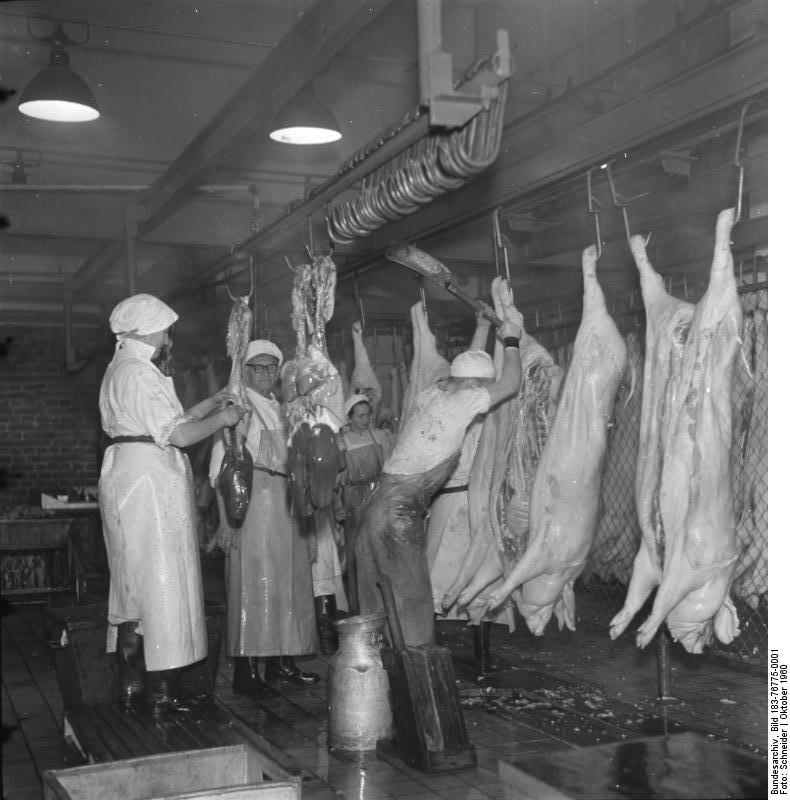
Nhân viên xẻ thịt bằng rìu

Việc làm thịt gia súc trong lò sát sinh có năm khâu:
1. Làm con thú bất tỉnh
2. Thọc tiết
3. Lột da (bò, dê, cừu) hoặc làm trụi lông (heo)
4. Mổ bụng, cắt nội tạng
5. Chặt đôi hoặc chặt tư

Ở Tây phương gia súc không bị thọc tiết ngay mà thường dùng điện giật (300 volt 2 ampe) để làm bất tỉnh. Loài heo thì có nơi dùng thán khí để gây mê trước khi thọc tiết. Tiết chảy ra bằng cách treo con thú bằng chân sau dốc ngược xác. Sau đó họ chặt bỏ bốn chân, cắt thủ và bỏ bộ lòng trước khi xác con vật bị lột da. Nội tạng như gan, phổi, tim sẽ được đem giảo nghiệm phòng hờ con vật có bệnh. Cơ quan y tế thì có nhân viên đến lò thịt kiểm tra.
Xác con vật còn có thể được xử lý thêm bằng hơi nước, nước nóng và a xít hữu cơ trước khi bỏ tủ lạnh hoặc tủ đá để hạn chế vi khuẩn sinh sôi làm hư thối thịt. Ở dạng lạnh thợ cắt thịt mới xẻ xác thành những mảng cơ bản. Xác thịt bò thì được xẻ đôi rồi xẻ tư. Thịt heo thì thường chỉ xẻ đôi trong khi thịt cừu hoặc bê thì để nguyên con.
Thịt vụn còn lại sẽ được mót và có thể dùng làm thịt cho con người hoặc súc vật. Phần không dùng được như xương, mỡ được chuyển sang lò nấu, chắt lấy dầu có thể dùng thắp đèn và các công dụng kỹ nghệ. Phần thịt thì chở đến các điểm bán sỉ và phân phối đến chợ búa cho người tiêu thụ mua.

## Việt Nam
Ở Miền Nam Việt Nam lò thịt lớn nhất ở vùng Sài Gòn là lò thịt Chánh Hưng thuộc Quận 8. Lò thịt này lập từ thời Pháp thuộc do chính phủ điều hành. Thời Việt Nam Cộng hòa lò thịt phụ thuộc Sở thú y của Đô thành Sài Gòn, ngoài việc mổ thịt và kiểm soát phẩm chất thịt thực phẩm, đây cũng là nơi khám xét mục súc sống khi đưa về làm thịt. Trâu bò dưới 10 tuổi không được đem mổ thịt; heo thì phải hơn 50 kg. Khám bệnh và trả phần thuế xong thì thú vật mới đưa vào lò. Lò Chánh Hưng có buồng lạnh để giữ thực phẩm lâu hơn. 
Gần lò Chánh Hưng là lán nơi thú vật đem về được tư nhân nuôi ngắn hạn đợi ngày làm thịt. Chánh phủ Việt Nam Cộng hòa còn lập ra "lán đối chứng" để giảm nạn tài phiệt lũng đoạn thị trường thịt bằng cách cứ 1000 con vật đưa vào lán tư nhân thì 300 con phải đưa vào lán đối chứng. Tư nhân có thể ra giá tự do nhưng bên lán đối chứng thì phải chiếu theo giá ấn định của chánh phủ.
Vào cuối thập niên 1950 thì lò thịt Chánh Hưng làm thịt 1000 con heo và 100 trâu bò mỗi ngày. Vào dịp cận Tết thì số lượng có thể tăng lên gấp bốn lần.
Tại Việt Nam năm 2015 phát giác ra súc vật bị giết bằng cách đập bằng búa tạ. Sự việc xảy ra tại ba lò mổ ở miền Bắc khiến Bộ Nông nghiệp Úc ra thông cáo ngưng xuất cảng bò sống sang Việt Nam.

## Liên kết
- Slaughterhouse designer Temple Grandin's official site detailing her design principles, as well as many of the regulations affecting slaughter tại Hoa Kỳ.
- Pig slaughtering process
- Poultry slaughtering process
- Search slaughterhouses in Canada
- Sustainable slaughtering issues Lưu trữ ngày 23 tháng 7 năm 2012 tại Wayback Machine